# Клещиха (станция)
Клещиха — крупная станция Новосибирского региона Западно-Сибирской железной дороги. Расположена в Ленинском районе Новосибирска.

## Экологические проблемы
На перегоне Клещиха—Обь полоса отвода регулярно захламлялась мусором. Незаконный выброс бытовых отходов прекратился только после установки круглосуточной системы видеонаблюдения.